# 古室山古墳
古室山古墳（こむろやまこふん）は、大阪府藤井寺市古室にある古墳。形状は前方後円墳。古市古墳群（世界文化遺産）を構成する古墳の1つ。国の史跡に指定されている（史跡「古市古墳群」のうち）。

## 概要
大阪府東部、藤井寺市・羽曳野市・松原市にまたがる大古墳群である古市古墳群のうち、中位段丘（国府台地）上に築造された大型前方後円墳である。1984-1985年（昭和59-60年）に藤井寺市教育委員会による調査が実施されている。
墳形は前方後円形で、前方部を北東方向に向ける。墳丘は3段築成。墳丘長は150メートルを測り、古市古墳群では中規模になる。墳丘外表では葺石・円筒埴輪列・形象埴輪（家形・盾形・靫形・蓋形・冑形埴輪）が出土しているほか、墳丘東側くびれ部には造出を有する。また墳丘周囲には周濠・周堤が巡らされ、堤内側斜面においても葺石が認められる。埋葬施設は明らかでないが、後円部墳頂における板石の存在から竪穴式石槨と推定される。副葬品は詳らかでない。
築造時期は、古墳時代中期の4世紀末-5世紀初頭頃と推定される。古市古墳群では最初の大王墓と目される津堂城山古墳（藤井寺市津堂）と同時期とされ、巨大前方後円墳（大王墓）に次ぐ大型前方後円墳として、当時のヤマト王権の政治階層を示す古墳になる。
古墳域は1956年（昭和31年）に国の史跡に指定されている。

## 遺跡歴
- 1900年（明治33年）、濱田耕作による踏査報告[6]。
- 1934年（昭和9年）、梅原末治による報告[6]。
- 1956年（昭和31年）9月22日、他の古墳4基と合わせて「古室山古墳群」として国の史跡に指定[5]。
- 1960年（昭和35年）、北野耕平による墳丘測量調査[6]。
- 1978年度（昭和53年度）、遊歩道・植樹整備（藤井寺市）[6]。
- 1980年（昭和55年）、墳丘測量調査（藤井寺市史編纂室）[6]。
- 1984年（昭和59年）、排水管敷設工事に伴う後円部墳端の確認調査（藤井寺市教育委員会）[6]。
- 1985年度（昭和60年度）、民家建て替えに伴う地下遺構確認調査（大阪府教育委員会・藤井寺市教育委員会）[6]。
- 2001年（平成13年）1月29日、古室山古墳群と他の古墳を合わせて、国の史跡の指定名称を「古市古墳群」に変更[5]。
- 2015年（平成27年）、航空レーザー測量図作成（百舌鳥・古市古墳群世界文化遺産登録推進本部会議）[6]。

## 墳丘

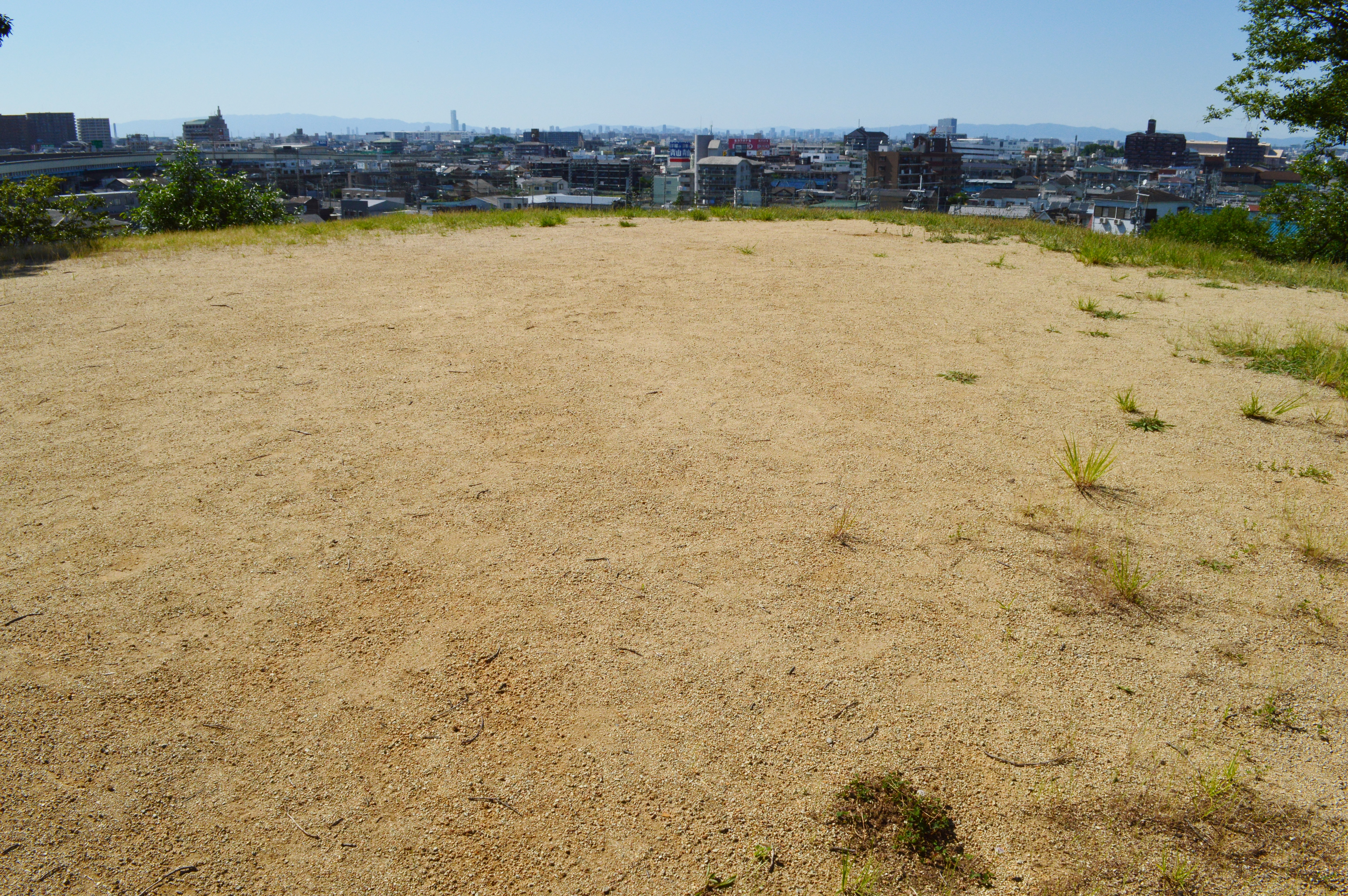
後円部墳頂

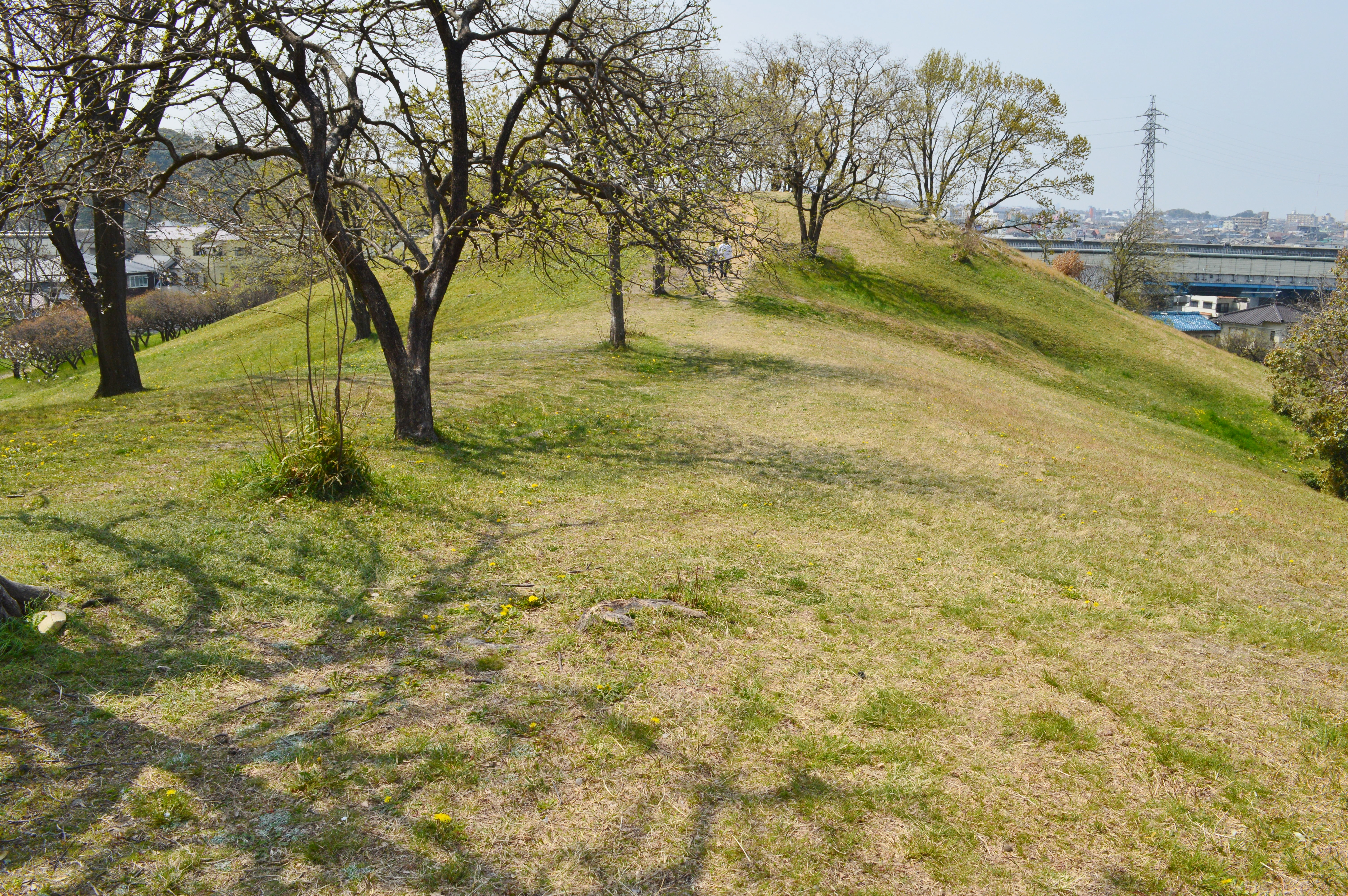
前方部から後円部を望む
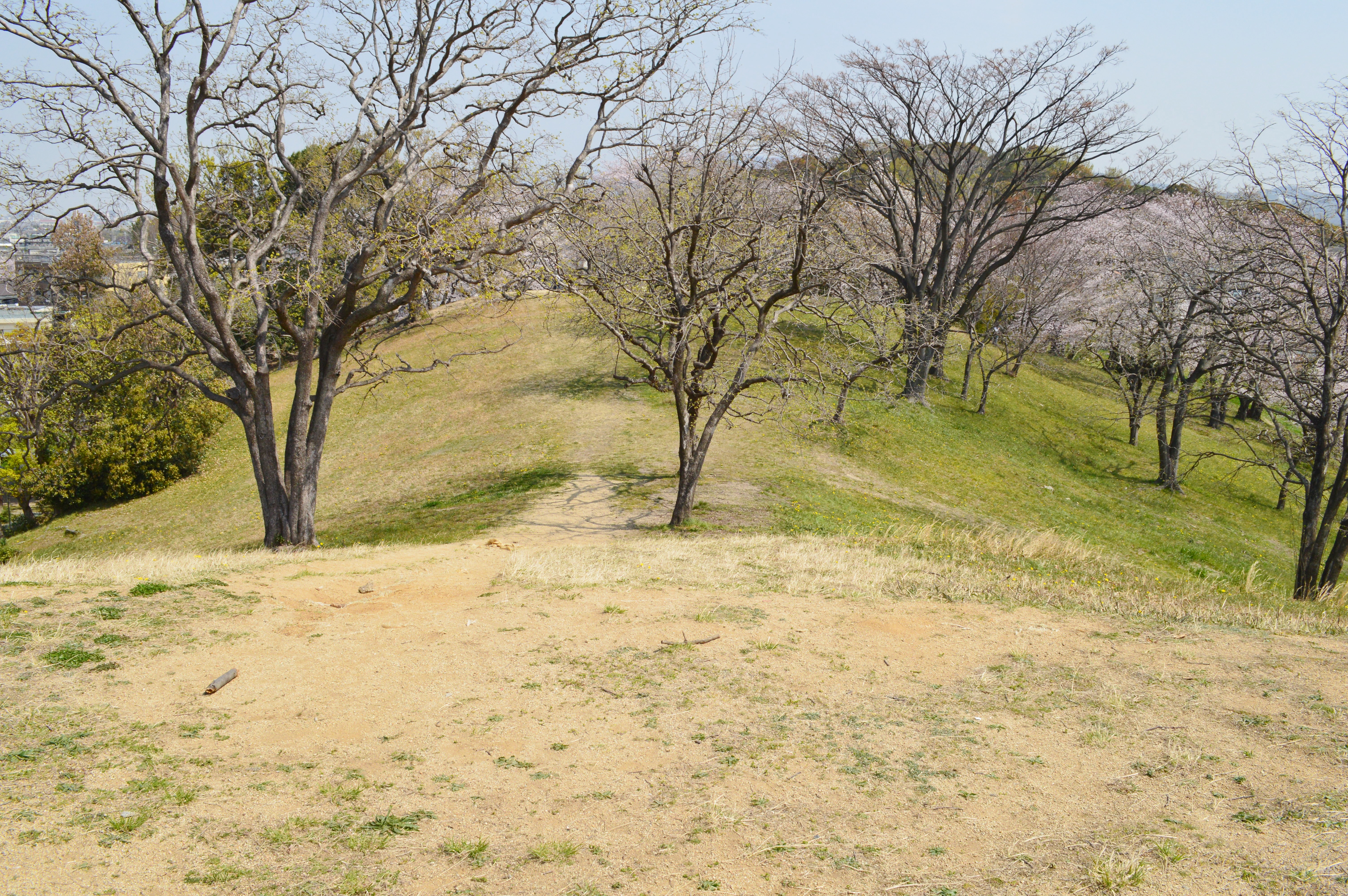
後円部から前方部を望む

墳丘の規模は次の通り。
- 墳丘長：150メートル
- 後円部 - 3段築成。
  - 直径：96メートル
  - 高さ：15メートル
- 前方部 - 3段築成。
  - 幅：100メートル
  - 高さ：9メートル

- 前方部から後円部を望む
- 後円部から前方部を望む

## 文化財

### 国の史跡
- 古室山古墳（史跡「古市古墳群」のうち）
1956年（昭和31年）9月22日、古室山古墳・赤面山古墳・大鳥塚古墳・助太山古墳・鍋塚古墳を包括する「古室山古墳群」として国の史跡に指定[5]。
2001年（平成13年）1月29日、史跡「古室山古墳群」と他の古墳等6件を統合、青山古墳・蕃所山古墳を追加指定して、指定名称を「古市古墳群」に変更[5]。